# Presidentvalet i USA 1952
Presidentvalet i USA 1952 hölls den 4 november 1952 i hela USA.
Valet stod mellan den demokratiske kandidaten Adlai Stevenson från Illinois och den republikanske kandidaten Dwight D. Eisenhower från Pennsylvania.
Valet vanns av Eisenhower som fick 55,2 procent av rösterna mot Stevensons 44,3 procent. De befolkningsrika sydstaterna Texas och Florida röstade republikanskt för andra gången under 1900-talet, vilket förebådade partiets nuvarande starka ställning i delstaterna. Eisenhower kandiderade dock till stor del på demokraternas etablerade agenda, och under hans regering skulle marginalskatten nå ett rekord (i fredstid) om 91 procent.

## Demokraternas nominering
Anmälda kandidater
- Alben W. Barkley, vicepresident från Kentucky
- Paul A. Dever, guvernör från Massachusetts
- Hubert Humphrey, senator från Minnesota
- J. William Fulbright, senator från Arkansas
- Estes Kefauver, senator från Tennessee
- Adlai Stevenson, guvernör från Illinois
- Richard Russell, senator från Georgia
- Robert S. Kerr, senator från Oklahoma
- W. Averell Harriman, fd handelsminister, ambassadör från New York

Demokraternas konvent
Primärvalen vanns av Estes Kefauver men han misslyckades med att bli nominerad. Istället så nominerades Adlai Stevenson till att bli demokraternas presidentkandidat och partikonventet valde senator John Sparkman från Alabama till vicepresidentkandidat. Stevenson var den sista presidentkandidaten att helt överlåta det valet till konventet.

## Republikanernas nominering
Anmälda kandidater
- Dwight D. Eisenhower, General of the Army från Pennsylvania
- Harold Stassen, fd guvernör från Minnesota
- Earl Warren, guvernör och vicepresidentkandidat 1948 från Kalifornien
- Robert Taft, senator från Ohio
- Douglas MacArthur, General of the Army från Arkansas

Republikanernas konvent
Eisenhower och Taft var huvudmotståndare men på konventet drog Eisenhower det längsta strået och valde Richard Nixon, en blott 39-årig senator från Kalifornien som medkandidat. Kort därefter skakades dennes rykte av en skandal men efter ett framgångsrikt TV-tal beslöt Eisenhower att behålla honom som vicepresidentkandidat. Avgörande bakom Eisenhowers nominering var Thomas E. Dewey, som själv avstått från att kandidera.
| Presidentkandidat    | Partitillhörighet | Hemdelstat   | Röster     | Röster | Elektorsröster | Medkandidat   | Hemdelstat  |
| Presidentkandidat    | Partitillhörighet | Hemdelstat   | Antal      | Andel  | Elektorsröster | Medkandidat   | Hemdelstat  |
| -------------------- | ----------------- | ------------ | ---------- | ------ | -------------- | ------------- | ----------- |
| Adlai Stevenson      | Demokrat          | Illinois     | 27 375 090 | 44,3 % | 89             | John Sparkman | Alabama     |
| Dwight D. Eisenhower | Republikan        | Pennsylvania | 34 075 529 | 55,2 % | 442            | Richard Nixon | Kalifornien |
| Övriga               | Övriga            | Övriga       | 318 528    | 0,4 %  | 0              |               |             |
| Totalt               | Totalt            | Totalt       | 61 769 147 | 100 %  | 531            |               |             |